# Kötegelt állomány
Az általában .cmd vagy .bat kiterjesztésű kötegelt állományokat (angolból átvett néven batch fájlokat) Windows, OS/2, és MS-DOS rendszerekben szokták használni. Formailag egy szövegfájlhoz hasonlítanak, tartalmuk pedig parancsok (DOS/Windows parancsok) egymásutánja. Futtatásuk a tartalom sorról sorra való olvasásával történik pl.: a cmd.exe-vel. A batch fájlok a rendszergazdák számára nélkülözhetetlen „erőforrások”, hisz segítségükkel számos indításkor elvégzendő feladat automatizálható.

## Változók
A batch fájlokban felhasználhatóak a rendszer környezeti változói, valamint újabb változók is deklarálhatóak.
Létrehozásuk:
```
SET
 
valtozonev
=
”érték”

```

Különlegességként fogható fel, hogy a változó deklarálásakor azonnal értéket kell adni neki, valamint, hogy lehetőség van a változó aritmetikai kiértékelésére a /a kapcsolóval. Ez azt jelenti, hogy stringként való értelmezés helyett matematikailag értelmezi a változót.
```
SET
 
valt
=
10+10 (Stringként értelmezi)

SET
 
/a
 
valt
=
10
+
10
 
(
Összeadja
,
 
s
 
az
 
eredmény
 
20
 
lesz
)

```

## Paraméterek
Az indításkor megadott bemeneti paraméterek kiírására a %0, %1, %2..%9 szolgál. A %0 visszaadja a futtatott file nevét, amíg a %1-%9 pedig a bemeneti paramétereket, kapcsolókat adja vissza.

## Elágazások, iterációk
A batch fájlokba lehetőség van elágazások és iterációk beágyazására is.
Elágazások szintaktikája:
```
IF
 [NOT]
 condition (statement1) [else (statement2)]

```

Iterációk szintaktikája: 
```
for
 [módszer] (változónév) 
in
 
(
fájllista
)
 
do
 
(
parancs
)
 
Ahol a módszer lehet:
/D: Könyvtárak iterálása
/R: alkönyvtárakkal együtt
/L: értéksorozat végigjárása
/F: fájlon belül soronkénti iterálás
Kapcsoló nélkül: Fájlok iterálása

```

## Példakód
```
@
echo
 off

REM megjegyzések irhatók ide

echo
 
%1

echo
 
%2

IF
 
"
%1
"
==
"param"
 
(

echo
 Sikeres

)
ELSE
 
(

echo
 Sikertelen

)

for
 
/l
 
%%
B 
in
 
(
0
,
1
,
20
)
 
do
 
echo
 
%%
B

echo
 on

```